# Hapoel Petah Tikva Football Club
Hapoel Petah Tikva F.C. (em hebraico:  הפועל פתח תקווה) é um clube de futebol Israelita com sede na cidade de Petah Tikva. Seu período de maior sucesso foi o final dos anos 1950 e início dos anos 1960, em que o clube conquistou seis campeonatos, cinco deles em temporadas consecutivas. Apesar de não ganhar o título desde 1963, o Hapoel ainda detém o recorde de número de títulos consecutivos. O último título do clube veio em 2005, quando ganhou a Toto Cup, e de todos os clubes que ganharam a Israel State Cup, o Hapoel tem o pior registo nas finais, tendo vencido apenas duas das suas nove aparições na final.[carece de fontes?]

## História
O clube foi fundado em 1934. Em 1945, eles chegaram à final da Copa da Palestina de 1944, mas perderam por 1 a 0 para o Hapoel Tel Aviv em uma final que foi abandonada após 89 minutos devido a um jogador do Petah Tikva se recusar a deixar o campo após ser expulso por insultar o árbitro. O torneio daquele ano, que era conhecido como "War Cup" e foi boicotado por clubes afiliados ao Beitar, não foi reconhecido pela Israel Football Association até recentemente.[carece de fontes?] Atualmente, a IFA reconhece esta edição da copa (juntamente com a Copa da Palestina de 1943) como parte da história da competição.
O clube foi incluído na nova Liga Israelita em 1949 e terminou em quarto lugar no primeiro campeonato pós-independência, com a derrota em casa por 3 a 2 para o Beitar Tel Aviv anulada.
Na temporada 1954-55, o clube ganhou seu primeiro campeonato, mas perdeu a dobradinha quando perdeu a final da copa por 3 a 1 para o Maccabi Tel Aviv. Eles terminaram em segundo nas três temporadas seguintes, vencendo a taça pela primeira vez em 1957 (derrotando o Maccabi Jaffa por 2–1), antes de conquistar o título novamente em 1958–59. Eles mantiveram o título em 1959-60, 1960-61, 1961-62 e 1962-63, estabelecendo um recorde para o número de campeonatos consecutivos (o segundo melhor é três, alcançado por Maccabi Tel Aviv e Maccabi Haifa). Em 1959 e 1960, o clube também chegou à final da copa, mas perdeu em ambas as ocasiões, por 4–3 para o Maccabi Tel Aviv e 2–1 para o Hapoel Tel Aviv, respectivamente.
O Hapoel terminou em segundo em 1964-65 e 1966-68 e chegou à final da copa novamente em 1968, mas perdeu por 1 a 0 para o Bnei Yehuda. Na final de 1974, eles perderam por 1 a 0 para o Hapoel Haifa após a prorrogação.
No final da temporada 1975-76, o clube foi rebaixado pela primeira vez em sua história e caiu na Liga Artzit. Eles voltaram à primeira divisão em 1978, mas foram rebaixados novamente no final da temporada 1981-82, na qual terminaram na parte inferior da tabela com apenas três vitórias em 30 partidas. O clube voltou à Liga Leumit em 1984. Em 1986, ganhou a Copa Toto pela primeira vez.
Apesar de uma dedução de dois pontos por quebrar as regras orçamentárias, Hapoel terminou em segundo lugar em 1988-89 e se classificou para a Copa Intertoto. Eles também terminaram como vice-campeões em 1989-90 e 1990-91, vencendo a Copa Toto em ambas as temporadas. Neste último, eles também chegaram à final da Copa do Estado, mas perderam por 3 a 1 para o Maccabi Haifa. No ano seguinte, o clube também chegou à final, desta vez vencendo, batendo o Maccabi Tel Aviv por 3-1 após prolongamento, classificando-se para a Taça dos Vencedores das Taças.
Em sua primeira temporada na Europa, o Hapoel venceu o Strømsgodset por 4 a 0 no total na primeira pré-eliminatória, antes de perder pelos gols fora de casa para o Feyenoord. Internamente, o Hapoel lutou durante a temporada 1992-93, terminando em segundo lugar, evitando o rebaixamento depois de derrotar o Maccabi Jaffa em um play-off.
Em 1996-97, o Hapoel terminou em segundo lugar, classificando-se para a Copa da UEFA. Depois de derrotar Flora Tallinn e Vejle nas pré-eliminatórias, foram eliminados pelo Rapid Vienna. Em 2005 eles ganharam a Copa Toto pela quarta vez recorde (o recorde já foi igualado pelo Maccabi Haifa).
Em 2006-07, o clube terminou em último lugar da Premier League israelense (que substituiu a Liga Leumit como a primeira divisão) e foi rebaixado após 23 temporadas consecutivas na primeira divisão. No entanto, eles fizeram um retorno imediato à primeira divisão depois de terminar como vice-campeão na Liga Leumit de 2007-08, também conquistando a Taça da Liga Leumit Toto.
O clube desenvolveu um padrão de ioiô. Rebaixado na temporada 2011–12, o clube foi promovido na temporada 2013–14, antes de ser rebaixado imediatamente.

## Estádio
A casa do Hapoel Petah Tikva é o Estádio HaMoshava, inaugurado no final de 2011, e substituiu o Estádio Municipal de Petah Tikva como a casa do time.

## Elenco Atual
| N.º |        | Posição | Jogador         |
| --- | ------ | ------- | --------------- |
| 1   | Israel | G       | Omer Katz       |
| 2   | Israel | D       | Viki Kahlon     |
| 3   | Israel | D       | Haim Izrin      |
| 4   | Israel | D       | Matan Goshe     |
| 5   | Israel | M       | Ram Levy        |
| 7   | Israel | M       | Nir Sharon      |
| 8   | Israel | M       | Moha Badir      |
| 9   | Israel | A       | Ofek Asher      |
| 10  | Israel | M       | Yarden Cohen    |
| 11  | Israel | M       | Aviv Sallem     |
| 14  | Israel | A       | Oz Peretz       |
| 15  | Israel | M       | Ohad Rabinovich |
| 16  | Israel | M       | Ilay Tamam      |

| N.º |         | Posição | Jogador         |
| --- | ------- | ------- | --------------- |
| 17  | Israel  | M       | Amit Rozenboim  |
| 18  | Israel  | M       | Ido Davidov     |
| 19  | Nigéria | A       | Peter Onyekachi |
| 21  | Israel  | M       | Roei Zikri      |
| 22  | Israel  | G       | Ran Haspia      |
| 23  | Israel  | M       | Omer Korsia     |
| 26  | Israel  | A       | Lidor Nakshari  |
| 27  | Israel  | D       | Ran Vaturi      |
| 33  | Israel  | G       | Ziv Cohen       |
| 55  | Israel  | D       | Ofek Fishler    |
| 77  | Israel  | G       | Roy Beigel      |
| 98  | Israel  | M       | Lior Berkovich  |

## Títulos
- Israeli Championship: (6) 1954–55, 1958–59, 1959–60, 1960–61, 1961–62, 1962–63
- State Cup: (2) 1956-57, 1991-92
- Toto Cup: (4) 1985–86, 1989–90, 1990–91, 2004–05
- Toto Cup (Segunda Divisão): (1) 2007-08
- Lilian Cup: (1) 1989
- Copa Aniversário de 20 Anos: (1) 1968

## Treinadores
- David Wagner (1934–36)
- Shimon Ratner (1937–39)
- Morris Elazar (1939–41)
- Shlomo Poliakov (1942–46)
- Moshe Poliakov (1947–52)
- Moshe Varon (1952–53)
- Moshe Poliakov (1953)
- Moshe Varon (1953–54)
- Moshe Poliakov (1954)
- Moshe Varon (1954–56)
- Jackie Gibbons (1956–57)
- Eliezer Spiegel (1957–58)
- Jackie Gibbons (1958–60)
- Ignác Molnár (1960–61)
- Iugoslávia Miodrag Jovanović (1961–63)
- Iugoslávia Slavko Milošević (1963–64)
- Edmond Schmilovich (1964–66)
- Iugoslávia Béla Pálfi (1966–67)
- Nahum Stelmach (1967–69)
- Iugoslávia Milovan Beljin (1969–72)
- Rehavia Rosenbaum (1972–73)
- Boaz Kofman (1973–75)
- Arie Redler (1975–76)
- Boaz Kofman (1976–77)
- Aharon Kapitolnik (1977–78)
- Amnon Raz (1978)
- Michael Sheinfeld (1978–79)
- Zvi Singel (1979–80)
- Shimon Shenhar (1980)
- Amatzia Levkovic (1980–81)
- Itzhak Schneor (1981–82)
- Boaz Kofman (1982)
- Aharon Kapitolnik (1982–83)
- Giora Spiegel (1983–86)
- Avram Grant (July 1, 1986 – June 30, 1991)
- Ze'ev Seltzer (1991–92)
- Ján Pivarník (1992–93)
- David Schweitzer (1993)
- Moshe Meiri (1993–94)
- Dov Remler (1994)
- Guy Levy (July 1, 1994 – June 30, 1996)
- Nir Levine (1996–98)
- Giora Spiegel (1998–99)
- Nir Levine (1999–00)
- Eli Cohen (July 1, 2000 – June 30, 2001)
- Eli Guttman (2001–02)
- Nir Levine (2002)
- Freddy David (2003–05)
- Dror Kashtan (July 1, 2004 – June 30, 2005)
- Rafi Cohen (2005)
- Nir Levine (2005–06)
- Eyal Lahman (2006–07)
- Uri Malmilian (2007–08)
- Eli Mahpud (Feb 20, 2008 – April 9, 2009)
- Danny Nir'on (July 1, 2009 – Nov 23, 2009)
- Shavit Elimelech (Nov 22, 2009 – Dec 16, 2009)
- Eli Mahpud (Dec 16, 2009 – Oct 16, 2010)
- Yuval Naim (Oct 16, 2010 – April 13, 2011)
- Gili Landau (Aug 17, 2011 – May 13, 2012)
- Eli Mahpud (Aug 14, 2012–13)
- Alon Mizrahi (2013)
- Nissan Yehezkel (2013–14)
- Idan Bar-On (2014–15)
- Meni Koretski (2015–16)
- Guy Tzarfati (2016)
- Felix Naim (2016)
- Asaf Nimni (2016)
- Yaron Hochenboim (2016–2017)
- Oren Krispin (2017)
- Dani Golan (2017–2018)
- Tomer Kashtan (2018)
- Messay Dego (2018–2019)
- Amir Nussbaum (2019–2020)
- Messay Dego (2020)
- Haim Shabo (2020–2021)
- Klemi Saban (2021)
- Ofer Talsepapa (2021–)